# Lee Kiefer
Lee Kiefer (n. 15 iunie 1994, Cleveland, Ohio, SUA) este o scrimeră americană specializată pe floretă, medaliată cu aur la Jocurile Olimpice de la Tokyo 2020 și Paris 2024 și laureată cu bronz la Campionatul Mondial de Scrimă din 2011 de la Catania și de șase ori campioană panamericană.
A participat la Jocurile Olimpice din 2012 de la Londra chiar la vârsta de 18 ani. La proba individuală a ajuns în sferturile de finală, unde a fost învinsă de italianca Arianna Errigo și s-a clasat pe locul 5. La proba pe echipe, Statele Unite au fost învinși de Coreea de Sud în sferturile de finală și au terminat pe locul 6 după meciurile de clasament.
La Tokyo 2020, a câștigat medalia de aur, iar la Paris 2024 și-a păstrat titlul olimpic la floretă individual.
Sora ei cea mai mare, Alex, și fratele ei cel mai mic, Axel, sunt și ei scrimeri de performanță.

## Palmares
Clasamentul la Cupa Mondială
| An  | 2009 | 2010 | 2011 | 2012 | 2013 | 2014 | 2015 |
| --- | ---- | ---- | ---- | ---- | ---- | ---- | ---- |
| Loc | 125  | 22   | 6    | 6    | 12   | 7    | 4    |